# Ferdinand Rüegg (Historiker)
Joseph Ferdinand Rüegg (* 16. Dezember 1884 in Bürg, Gemeinde Eschenbach SG; † 24. Dezember 1970 in Freiburg im Üechtland) war ein Schweizer Historiker, Redaktor und Bibliothekar.

## Leben und Wirken
Ferdinand Rüegg, der Sohn eines Lehrers, besuchte 1895 bis 1903 das Gymnasium der Benediktiner von Engelberg. Hierauf studierte er an den Universitäten von Freiburg i. Üe. und Wien. 1908 promovierte er zum Dr. phil. 1908 bis 1912 betrieb er historische Forschungen im Vatikanischen Geheimarchiv und ging dann nach Trier, wo er von 1912 bis 1917 die Petrus-Blätter redigierte, zu denen ab 1915 die Ecclesiastica als Beilage kamen. 1917 zog er nach Olten. Hier redigierte er bis 1919 die Schildwache.
Zusammen mit dem Verleger  Otto Walter gründete er 1917 die Katholische internationale Presseagentur Kipa. 1919 zog Rüegg in den Kanton Freiburg, zunächst nach Bürglen, dann in die Hauptstadt. Von 1934 bis 1954 arbeitete er als Bibliothekar an der Kantons- und Universitätsbibliothek Freiburg.

## Werke (Auswahl)
- Der Basler Bischofsstreit von 1309–1311 auf Grund der Vatikanischen Akten. In: Zeitschrift für schweizerische Kirchengeschichte 3 (1909), S. 198–209 (Digitalisat in E-Periodica).
- Heinrich Gundelfingen: ein Beitrag zur Geschichte des deutschen Frühhumanismus und zur Lösung der Frage über die Ursprüngliche Königsfelderchronik. Universitätsbuchhandlung, Freiburg Schweiz 1910 (zugl. Diss. phil. Freiburg / Schweiz ca. 1910).
- Kaplan Ursprung in Rechthalten und der Sensebezirk zur Sonderbundszeit. In: Beiträge zur Heimatkunde 14 (1940), S. 4–47 (Digitalisat in E-Periodica).
- Pfarrer Meyer's Armenfürsorge in der Gauglera-Rechthalten. Ein Beispiel werktätiger Nächstenliebe. Augustinus-Druckerei, St. Maurice 1945 (Sonderdruck aus: Pfarrblatt von Rechthalten).
- als Bearb.: Civitas. Monatsschrift des Schweizerischen Studentenvereins = Revue mensuelle de la Société des étudiants suisses = Rivista mensile della Società degli studenti svizzeri: Repertorium 1857–1957. Sekretariat des Studentenvereins, Zürich 1959 (Separatdruck aus: Civitas 14 (1959), Nr. 5/6).